# 榊原郁恵のおしゃべりパーク 歌うリクエスト
『榊原郁恵のおしゃべりパーク 歌うリクエスト』（さかきばらいくえのおしゃべりパーク うたうリクエスト）は、ニッポン放送で2006年10月7日から2007年3月31日まで放送されたリクエスト番組。

## 概要
ニッポン放送は、2006年度の週末ナイターオフ枠の番組として、『小倉智昭のラジオサーキット』番組開始に伴い時に夕方枠を分割した事で、新たにリクエスト番組を編成。パーソナリティに、榊原郁恵を同年8月の聴取率調査週間時に編成したパイロット番組を経て、据えた。編成側としては、榊原がラジオパーソナリティとしてのパーソナリティを求めて、ずっとオファーをしていたところだったとしている。ニッポン放送で番組を受け持つのは、『こうせつ・郁恵のまんてんナイト キラキラ放送局』以来、24年振りとなった。アシスタントは、同局スポーツ部のアナウンサーである師岡が担当し、中継リポーターにセント・フォースからフリーを経て、榊原と同じホリプロに移籍をして来た、安田が就いた。
番組構成は、リスナーからのテーマに沿った楽曲リクエストを元に榊原の主婦目線から、世相や物事を語るトークで構成している。
番組は2007年3月31日をもって番組終了し、榊原は『うえやなぎまさひこのサプライズ!』の金曜パートナーに就任し、以降、ニッポン放送の午前枠のワイド番組に内包番組含めて、継続して出演している。

## 出演者
放送終了時点

### パーソナリティ
- 榊原郁恵（タレント）

### アシスタント
- 師岡正雄（ニッポン放送アナウンサー） - 2006年10月7日 - 2007年3月24日

### リポーター
- 安田美香（フリーアナウンサー、タレント）

### その他出演者
- 飯田浩司（ニッポン放送アナウンサー）※テレフォンセンター担当[2]、2007年1月20日、3月31日は代理アシスタント

## 放送時間
※JST表記
- 土曜 17:30 - 20:00 - 2006年10月7日 - 2007年3月31日

### 放送時間変更
2006年
- 10月21日：『ショウアップナイタースペシャル 2006 日本シリーズ 第1戦 中日ドラゴンズ×北海道日本ハムファイターズ』実況中継のため休止
- 12月16日：調査率調査週間のため、放送時間を21:30迄、時間尺を延長した

## タイムテーブル
- 17:30　オープニング
- 17:40　今週のおしゃべりトピックス＆スポーツニュース
- 17:45　いわて純情米ひとめぼれプレゼンツ あなたにひとめぼれ
- 18:00　メール紹介
- 18:15　ママにおまかせリクエスト
- 18:22　ニッポン放送ニュース
- 18:27　交通情報
- 18:30  ヤナセスタートーク
- 18:55　交通情報
- 19:00　クオーク元気印 おしゃべりパーク
- 19:15　永谷園からのお知らせ
- 19:20　リクエスト
- 19:40　ミューデジタイム あなたのリクエスト
- 19:50　子供のCDがめちゃいましたリクエスト
- 19:59　エンディング